# Abd al-Malik al-Muzaffar
Pour les articles homonymes, voir Abd al-Malik.
Abd al-Malik ibn Abi al-Muzaffar (975-1008) fut le fils et successeur d'Almanzor, comme hadjib (chef politique et militaire) d'Al-Andalus d'août 1002 à octobre 1008, sous le califat d'Hicham II.

## Biographie
Il maintint l'hégémonie militaire du califat sur les royaumes chrétiens, obligeant leurs souverains à respecter les trêves et à l'accepter comme arbitre dans leurs disputes.
Il mourut près de Cordoue, soupçonné d'avoir été empoisonné par son frère ´Abd al-Rahman Sanchuelo. Sa mort provoqua le début de la guerre civile en al-Andalus, qui eut pour conséquence la chute du califat.